# Бекута
Бекута је, у говору Качерског краја, истрошена бритва (нож за бријање).
Јеремија М. Павловић у својој књизи Качер и Качерци, о томе каже:
„Бекута је, као нова, била добра. То је бритва, која се преклапа. Она служи човеку за употребу све дотле, док сама не пропадне - зарђа. Тада дотични купи себи нову, а стару да жени (кући) на употребу. Њоме се обично чисте опанци од блата.“